# بلدة روتلاند تشارتر (ميشيغان)
روتلاند تشارتر (بالإنجليزية: Rutland Charter Township, Michigan)‏ هي بلدة تقع بولاية ميشيغان في الولايات المتحدة. تبلغ مساحتها 93.6 (كم²)، وترتفع عن سطح البحر 249 م، بلغ عدد سكانها 3987 نسمة في عام تعداد الولايات المتحدة 2010 حسب إحصاء مكتب تعداد الولايات المتحدة وتصل الكثافة السكانية فيها 43.9 نسمة/كم2.

## وصلات خارجية
- www.rutlandtownship.org
- The US50 - Cities and Towns in Michigan State
- Michigan Cities and Towns, Facts, Map, Flag, Colleges, Government, and More